# Мекка (Індіана)
Мекка (англ. Mecca) — місто (англ. town) в США, в окрузі Парк штату Індіана. Населення — 263 особи (2020).

## Географія
Мекка розташована за координатами 39°43′38″ пн. ш. 87°19′54″ зх. д. / 39.72722° пн. ш. 87.33167° зх. д. (39.727098, -87.331653).  За даними Бюро перепису населення США в 2010 році місто мало площу 1,02 км², уся площа — суходіл.

## Демографія
Згідно з переписом 2010 року, у місті мешкало 335 осіб у 124 домогосподарствах у складі 93 родин. Густота населення становила 329 осіб/км².  Було 140 помешкань (138/км²).
Расовий склад населення:
| - 97,6 % — білих - 0,3 % — азіатів |

До двох чи більше рас належало 1,2 %. Частка іспаномовних становила 0,9 % від усіх жителів.
За віковим діапазоном населення розподілялося таким чином: 30,1 % — особи молодші 18 років, 54,4 % — особи у віці 18—64 років, 15,5 % — особи у віці 65 років та старші. Медіана віку мешканця становила 35,5 року. На 100 осіб жіночої статі у місті припадало 113,4 чоловіків;  на 100 жінок у віці від 18 років та старших — 107,1 чоловіків також старших 18 років.
Середній дохід на одне домашнє господарство  становив 38 436 доларів США (медіана — 35 000), а середній дохід на одну сім'ю — 44 583 долари (медіана — 39 643). За межею бідності перебувало 29,9 % осіб, у тому числі 45,3 % дітей у віці до 18 років та 3,8 % осіб у віці 65 років та старших.
Цивільне працевлаштоване населення становило 128 осіб. Основні галузі зайнятості: виробництво — 21,9 %, роздрібна торгівля — 21,1 %, освіта, охорона здоров'я та соціальна допомога — 19,5 %.